# Ayşehoca
Ayşehoca ist ein Ortsteil (Mahalle) im Landkreis Kozan der türkischen Provinz Adana mit 569 Einwohnern (Stand: Ende 2024). Im Jahr 2011 hatte der Ort 568 Einwohner.